# リッカルド・フレーダ
リッカルド・フレーダ（Riccardo Freda, 1909年2月24日 - 1999年12月20日）は、イタリアの映画監督、脚本家である。日本ではリカルド・フレーダとも表記される。ジョージ・リンカーン（George Lincoln）、ロバート・ハンプトン（Robert Hampton）、ロバート・デイヴィッドソン（Robert Davidson）など、多くの職業的変名を持つ。「エクスプロイテーション映画に作家性をもたらした映画監督」として知られる。

## 来歴・人物
1909年2月24日、エジプト王国（現在のエジプト・アラブ共和国）のアレクサンドリア県アレクサンドリアで、ナポリ出身のイタリア人を両親に生まれる。初中等教育はイタリアのミラノで受け、高等教育段階ではローマのイタリア国立映画実験センターで学んだ。
サイレント映画『過去からの呼声』（1921年）で知られる映画監督ジェンナーロ・リゲッリが1937年に監督した映画『一切の望みは捨てよ』の脚本に参加し、脚本家としてデビューする。リゲッリ作品の脚本を連続的に手がける。1942年、戯曲『ドン・ケーザル・デ・バサン』の4度目の映画化作品Don Cesare di Bazan （日本未公開）を監督し、監督業に進出する。
ソード&サンダルと呼ばれる歴史劇的スペクタルによる剣戟映画を得意とし、第二次世界大戦後のネオレアリズモの潮流にあっても、同ジャンルの作品を手がけ続けた。1960年代以降は、エクスプロイテーション映画と呼ばれる作品を手がけた。
1996年、ファンタフェスティヴァルで功労賞を受賞する。
1999年12月20日、イタリアのラツィオ州ローマ県ローマで老衰により死去した。満90歳没。

## フィルモグラフィ

### 1930年代
- 『一切の望みは捨てよ』 Lasciate ogni speranza : 監督ジェンナーロ・リゲッリ、1937年 - 脚本
- L'allegro cantante : 監督ジェンナーロ・リゲッリ、1938年 - 原案・脚本
- Fuochi d'artificio : 監督ジェンナーロ・リゲッリ、1938年 - 脚本
- La voce senza volto : 監督ジェンナーロ・リゲッリ、1939年 - 脚本
- Piccoli naufraghi : 監督フラヴィオ・カルツァヴァーラ、1939年 - 脚本・台詞・編集・助監督・「マエストロ」役で出演（いずれもリッカルド・サンテルミ名義）
- Il barone di Corbò : 監督ジェンナーロ・リゲッリ、1939年 - 脚本
- Il cavaliere di San Marco : 監督ジェンナーロ・リゲッリ、1939年 - 脚本
- In campagna è caduta una stella : 監督エドゥアルド・デ・フィリッポ、1939年 - 脚本

### 1940年代
- La granduchessa si diverte : 監督ジャコモ・ジェンティローモ、1940年 - 脚本・台詞
- Cento lettere d'amore : 監督マックス・ノイフェルト、1940年 - 原案・脚本
- Notte di fortuna : 監督ラッファエッロ・マタラッツォ、1941年 - 脚本
- Caravaggio, il pittore maledetto : 監督ゴッフレード・アレッサンドリーニ、1941年 - 脚本・技術監修
- 『砂丘の敵』 Inferno nel deserto, 英語題 Sundown : 監督ヘンリー・ハサウェイ、1941年 - 「パイロット」役で出演（ノンクレジット）
- L'avventuriera del piano di sopra : 監督ラッファエッロ・マタラッツォ、1941年 - 脚本・編集
- Don Cesare di Bazan : 1942年 - 監督・脚本・プロデューサー
- 『マドリッドよこんにちわ』 Buongiorno, Madrid!, 西語題 Madrid de mis sueños : 監督マックス・ノイフェルト / ジャン・マリア・コミネッティ、1942年 - 演出監修（ノンクレジット）
- 『黒い結婚衣裳』 L'abito nero da sposa : 監督ルイジ・ザンパ、1945年 - 脚本
- 『街のみんなが歌う』 Tutta la città canta : 1945年 - 監督・原案・脚本・編集
- Non canto più : 1945年 - 監督・翻案・脚本
- 07... Tassì : 監督アルベルト・ダヴェルサ、1945年 - 編集
- 『黒い鷲』 Aquila Nera : 1946年 - 監督・ノンクレジットで脚本
- 『グアラニー』 Guarany : 1948年 - 監督
- 『イ・ミゼラビリ』 I miserabili : 原作ヴィクトル・ユーゴー、1948年 - 監督・脚本（米国版ではロバート・ハンプトン名義）
- 『神秘の騎士』 Il cavaliere misterioso : 1948年 - 監督・原案・脚本
- 『最も若い音響』 O Caçula do Barulho : 1949年 - 監督・脚本
- 『ウゴリーノ伯爵』 Il conte Ugolino : 1949年 - 監督・プロデューサー

### 1950年代
- 『ダルタニャンの息子』 Il figlio di d'Artagnan : 1950年 - 監督・「ディック・ジョーダン」名義で原案・脚本
- 『転落の罠』 Vedi Napoli e poi muori : 1951年 - 監督
- 『黒い鷲の復讐』 La vendetta di Aquila Nera : 1951年 - 監督・脚本
- 『灰色の罠』 Il tradimento : 1951年 - 監督・脚本
- 『ピアーヴェ川の伝説』 La leggenda del piave : 1952年 - 監督・原案
- 『剣闘士スパルタカス』 Spartaco : 1953年 - 監督（ロバート・ハンプトン名義）
- 『テオドラ』（別題『戦車を駆る女王 テオドラ』） Teodora, imperatrice di Bisanzio : 1954年 - 監督・原案・脚本・美術監督
- Da qui all'eredità : 1955年 - 監督・原案・脚本
- 『吸血鬼』 I vampiri : 1956年 - 監督・原案・台詞（ロバート・ハンプトン名義）・「解剖医」役で出演（ノンクレジット）
- 『ベアトリーチェ・チェンチ』 Beatrice Cenci : 1956年 - 監督・原案・編集
- 『タンジェにおける奇襲』 Agguato a Tangeri : 1957年 - 監督・原案・脚本（いずれもロバート・ハンプトン名義）
- 『ローマの旗の下に』 Nel segno di Roma : 監督グイド・ブリニョーネ、1959年 - B班監督（戦闘場面）・監督（ノンクレジット）
- 『快傑白魔』 Agi Murad il diavolo bianco : 主演スティーヴ・リーヴス、1959年 - 監督（ロバート・ハンプトン名義）・ノンクレジットで編集
- 『カルティキ/悪魔の人喰い生物』 Caltiki - il mostro immortale : 1959年 - 監督（ロバート・ハンプトン名義）

### 1960年代
- 『テッサリアの巨人たち (航海者たち)』 I giganti della Tessaglia (Gli argonauti) : 1960年 - 監督・脚本
- 『蒙古の嵐』 I mongoli : 監督アンドレ・ド・トス / レオポルド・サヴォーナ、1961年 - B班監督（アクション場面）・監督（ノンクレジット）
- 『ザ・ウィッチィズ・カース』 Maciste alla corte del Gran Khan : 1961年 - 監督
- 『人間狩り』 Caccia all'uomo : 1961年 - 監督
- 『地獄のマチステ』 Maciste all'inferno : 1962年 - 監督（ロバート・ハンプトン名義）
- 『ヒチコック博士の恐怖の秘密』 L'orribile segreto del Dr. Hichcock : 1962年 - 監督（ロバート・ハンプトン名義）
- Solo contro Roma : 監督ルチアーノ・リッチ、1962年 - B班監督（アリーナ場面）
- 『復讐者の七つの剣』 Le sette spade del vendicatore : 1962年 - 監督
- 『シーザーの黄金』 Oro per i Cesari : 監督サバティーノ・チュッフィーニ、1963年 - 監督・B班監督（アクション場面、いずれもノンクレジット）
- 『死霊』 Lo spettro : 1963年 - 監督・脚本（いずれもロバート・ハンプトン名義）
- 『偉大なる冒険者』 Il magnifico avventuriero : 1963年 - 監督
- 『ロミオとジュリエット』 Giulietta e Romeo : 1964年 - 監督・「ロバート・ハンプトン」名義で脚本
- Genoveffa di Brabante : 監督ホセ・ルイス・モンテール、1964年 - 原案・脚本
- 『二人の孤児』 Le due orfanelle, 仏語題 Les Deux Orphelines : 1965年 - 監督・脚本・台詞
- 『追撃イスタンブール要塞』 Agente 777 missione Summergame, 仏語題 Coplan FX 18 casse tout : 1965年 - 監督
- 『暗殺の罠』 Trappola per l'assassino, 仏語題 Roger la Honte : 1966年 - 監督
- Coplan III, 西語題 Coplan ouvre le feu à Mexico : 1967年 - 監督（イタリア版でロバート・ハンプトン名義）
- 『オーウェルロックの血戦』 La morte non conta i dollari : 1967年 - 監督・脚本（いずれもジョージ・リンカーン名義）
- 『二重の顔』 A doppia faccia : 1969年 - 監督・脚本（いずれもロバート・ハンプトン名義）

### 1970年代
- 『砂漠のサラマンドラ』 La salamandra del deserto : 1970年 - 監督・脚本
- 『炎の舌を持つイグアナ』 L'iguana dalla lingua di fuoco : 1971年 - 監督・脚本・編集（いずれもウィリー・パレート名義）
- 『ヨーロッパのある首都警察の秘密の書庫からの掘出物』 Estratto dagli archivi segreti della polizia di una capitale europea : 1972年 - 監督（ロバート・ハンプトン名義）
- 『スーパーヒューマン』 Superhuman : 1979年 - 監督

### 1980年代
- 『マーダー・オブセッション (殺人狂)』 Murder obsession (Follia omicida) : 1981年 - 監督・編集・「ロバート・ハンプトン」名義で脚本
- Un tour de manège : 監督ピエール・プランディナス、1989年 - 出演・「映画監督リカルド」役

- My Name Is Kate : テレビ映画、1994年 - 美術装飾
- 『ソフィー・マルソーの三銃士』 Eloise, la figlia di d'Artagnan : 監督ベルトラン・タヴェルニエ、1994年 - 原案（監督については更迭、ノンクレジット）
- For the Love of Nancy : テレビ映画、1994年 - 美術装飾
- 『家庭崩壊/隠されたレイプ事件』 A Family Divided : 監督ドナルド・ライ、テレビ映画、1995年 - 美術装飾
- Ritratti d'autore: Riccardo Freda (#2.5) : テレビ映画、1996年 - 出演・本人役
- 『ダリオ・アルジェント 鮮血のイリュージョンPART3』 Il mondo di Dario Argento 3: Il museo degli orrori di Dario Argento : 監督ルイジ・コッツィ、ビデオ映画、1997年 - 出演・本人役

### 没後
- Kino kolossal - Herkules, Maciste & Co : テレビ映画、2000年 - 出演・本人役
- Once Upon a Time in Europe : テレビ映画、2001年 - 出演・本人役

## 註
1. 1 2 3 4 5 6 7 8 9 10 11 12  Riccardo Freda, インターネット・ムービー・データベース （英語）, 2011年2月4日閲覧。
2. 1 2 3 4  Riccardo Freda, allmovie （英語）, 2011年2月4日閲覧。
3. 1 2 3 4 5  リカルド・フレーダ、allcinema ONLINE, 2011年2月4日閲覧。
4. ↑  Gian Maria Cominetti - IMDb（英語）, 2011年2月4日閲覧。
5. ↑  Alberto D'Aversa - IMDb（英語）, 2011年2月4日閲覧。
6. ↑  Luciano Ricci - IMDb（英語）, 2011年2月4日閲覧。
7. ↑  José Luis Monter - IMDb（英語）, 2011年2月4日閲覧。
8. ↑  Donald Wrye - IMDb（英語）, 2011年2月4日閲覧。